# Temsia
Temsia (en tifinagh : ⵜⵎⵙⵙⵢⴰ, en arabe : التمسية) est une commune rurale du Maroc. Elle est située dans la préfecture d'Inezgane-Aït Melloul dans la région de Souss-Massa.

## Étymologie
Temsia est un nom amazigh d'une plante très connue dans la région.

## Composantes
La commune a une surface de 62 km² et est composé de 7 douars. Temsia (en tifinagh : en tifinagh : ⵜⵎⵙⵙⵢⴰ, en arabe : التمسية) est le centre principal, où se trouve le siège de la commune rurale. Le centre urbanisé qui abrite la plupart des habitants de la commune est composé de quatre douars contigus : Temsia, Dar Ben Cheikh, Aïn Sidi Belkacem et Tâamirit. Trois autres douars contigus, Bouzoug, Gmoud et Aït Moussa, forment un deuxième ensemble à l'est de Temsia. Deux douars isolés, Ikhourbane et Ben Dennar, sont situés au sud de Temsia et entourent l'aéroport international d'Agadir Al-Massira.